# Courage de la Caroline du Nord
Maillots
Le Courage de la Caroline du Nord (North Carolina Courage en anglais) est un club professionnel féminin de soccer basée à Cary, en Caroline du Nord. Il est fondé en 2017 après l'acquisition par Stephen Malik (en) des droits de franchise du Flash de Western New York en National Women's Soccer League (NWSL).
Le Courage, affilié à l'équipe masculine North Carolina FC de l'USL League One, joue ses matchs à domicile au Sahlen's Stadium.
En 2018, le Courage devient la première équipe de l'histoire de la NWSL à remporter le Shield et le championnat au cours d'une même saison. En 2019, l'équipe devient la première à remporter le championnat sur son terrain.

## Histoire
Stephen Malik (en), le propriétaire du North Carolina FC, qui réfléchissait à créer une nouvelle franchise en NWSL, est à l'origine du rachat et de la relocalisation en Caroline du Nord de la franchise du Flash de Western New York, champion  en titre. L'ensemble des contrats des joueuses sont transférés au Courage, tandis que l'Anglais Paul Riley (en) est confirmé comme entraîneur de l'équipe.
Le Courage joue le Spirit de Washington pour son premier match et bat l'équipe 1-0 avec un but de McCall Zerboni (en). L'équipe de la Caroline du Nord remporte le NWSL Shield 2017, et se qualifie pour la finale NWSL 2017 après avoir battu les Red Stars de Chicago 1-0 en demi-finale. L'équipe chute 1 à 0 contre les Thorns de Portland lors de la finale.
En 2018, le Courage connait la meilleure saison de l'histoire de la NWSL, ne perdant qu'un seul des 26 matchs disputés au cours de la saison. Le Courage a également participé et remporté la première édition de la Women's International Champions Cup, Heather O'Reilly marquant le seul but de la finale face à l'Olympique lyonnais. Après avoir de nouveau décroché le Shield, l'équipe prend sa revanche face aux Thorns de Portland en finale (3-0) et remporte son premier titre. Jessica McDonald est nommée MVP de la finale après avoir marqué deux buts dans le match.
En 2019, après avoir remporté le NWSL Shield pour la troisième fois en autant d'années d'existence, le Courage se qualifie également pour la troisième fois d'affilié en finale du championnat, et est couronné champion de la NWSL pour la deuxième saison consécutive en battant en finale les Red Stars de Chicago 4-0, finale qui s'est tenue à domicile, à Cary. Debinha est nommée MVP de la finale après avoir marqué le but le plus rapide de l'histoire des playoffs NWSL. 
Le 28 janvier 2021, la joueuse de tennis professionnelle Naomi Osaka annonce son arrivée dans l'actionnariat du Courage de la Caroline du Nord, prenant un rôle de « conseillère stratégique ».

## Identité du club
Le nom de l'équipe est un clin d'œil à l'équipe originelle Courage de la Caroline (en) — qui a remporté la Coupe des fondateurs de la Women's United Soccer Association (WUSA) en 2002 — tout comme l'image de la lionne stylisée, qui correspond à la tête de la lionne sur le badge de l'équipe WUSA avec des modifications très mineures. L'insigne présente des éléments du drapeau de la Caroline du Nord avec à la fois l'étoile et la palette de couleurs, cette dernière étant conforme à la marque NCFC. Le point inférieur droit de l'étoile représente le Research Triangle, une région géographique qui comprend Chapel Hill, Durham et Raleigh. Les couleurs primaires du Courage incluent le « bleu atlantique », le « rouge cardinal » et l'« or du sud ».

### Maillots
Domicile
|  |  | 2018 |  | 2019 |  | 2020 |  | 2021- |

Extérieur
|  | 2017 |  | 2018-2019 |  |  | 2020 |  | 2021- |

## Résultats sportifs

### Palmarès
Le Courage de la Caroline du Nord est à deux reprises vainqueur du championnat des États-Unis en 2018 et 2019, ainsi que finaliste en 2017. Ces mêmes années, il remporte également le trophée NWSL Shield.
- National Women's Soccer League (2)
  - Vainqueur en 2018 et 2019
  - Finaliste en 2017

- NWSL Shield (3)
  - Vainqueur en 2017, 2018 et 2019.

- NWSL Challenge Cup (2) 
  - Vainqueur en 2022, 2023

Le Courage participe par ailleurs deux fois à la Women's International Champions Cup, tournoi amical international estival.
- Women's International Champions Cup (1)
  - Vainqueur en 2018
  - Finaliste en 2019

### Bilan saison par saison
Le tableau suivant récapitule le parcours saison par saison du Courage de la Caroline du Nord en National Women's Soccer League (NWSL).
| Saison | Saison régulière | Saison régulière | Saison régulière | Saison régulière | Saison régulière | Saison régulière | Saison régulière | Position | Playoffs NWSL | Challenge Cup    | Affluence moyenne |
| Saison | M                | V                | N                | D                | BP               | BC               | Pts              | Position | Playoffs NWSL | Challenge Cup    | Affluence moyenne |
| ------ | ---------------- | ---------------- | ---------------- | ---------------- | ---------------- | ---------------- | ---------------- | -------- | ------------- | ---------------- | ----------------- |
| 2017   | 24               | 16               | 1                | 7                | 38               | 22               | 49               | 1er/10   | Finaliste     | —                | 4 389             |
| 2018   | 24               | 17               | 6                | 1                | 53               | 17               | 57               | 1er/9    | Vainqueur     | —                | 5 129             |
| 2019   | 24               | 15               | 4                | 5                | 54               | 23               | 49               | 1er/9    | Vainqueur     | —                | 5 875             |
| 2020   | 4                | 1                | 2                | 1                | 8                | 10               | 5                | 5e/9     | —             | Quarts de finale | 0                 |
| 2021   | 24               | 9                | 6                | 9                | 28               | 23               | 33               | 6e/9     | 1/4 finale    | —                | ...               |
| 2022   | 22               | 9                | 5                | 8                | 46               | 33               | 32               | 7e/12    | _             | Vainqueur        | 4 545             |
| 2023   | 22               | 9                | 6                | 7                | 29               | 22               | 33               | 3e/12    | 1/4 finale    | Vainqueur        | 5 384             |
| 2024   | 26               | 12               | 3                | 11               | 34               | 28               | 39               | 5e/14    | 1/4 finale    | -                | -                 |

1. ↑  Résultats des NWSL Fall Series 2020.
2. ↑  Saison jouée à huis clos en raison de la pandémie de Covid-19.

## Personnalités du club

### Entraîneurs
- 2017-sep. 2021 :  Paul Riley (en)
- oct. 2021-août 2025 :  Sean Nahas

## Stade
Le Courage de la Caroline du Nord joue ses matchs à domicile au Sahlen’s Stadium at WakeMed Soccer Park, un stade dédié au soccer partagé avec le North Carolina FC, une équipe de l'USL Championship également détenue par Stephen Malik (en).
Le complexe se compose d'un stade principal, de deux terrains d'entraînement éclairés et de quatre terrains supplémentaires. Le stade principal et les 2 terrains éclairés (2 et 3) sont tous de taille réglementaire internationale FIFA (120 mètres x 75 mètres). Le stade principal peut accueillir 10 000 spectateurs avec les extensions de 2012. Le terrain 2 dispose également de gradins permanents de 1 000 sièges.